# Ретвизан (броненосец)
«Ретвиза́н» — эскадренный броненосец русского флота. Назван в честь шведского линейного корабля «Rättvisan» («Справедливость»), захваченного в Выборгском сражении в 1790 году и в качестве трофея вошедшего в состав российского флота. Помимо «пленника», это название в русском флоте носили ещё три линейных корабля — два 74-пушечных парусных и 84-пушечный парусно-винтовой. Броненосец стал последним русским кораблём с этим именем.

## Основные характеристики
Водоизмещение нормальное фактическое 12 410 т (по проекту — 12 746 т), фактическое в 1903 г. — 12 902 т, порожнем — 10 571 т. Длина наибольшая 117,9 м, по ватерлинии 116,5 м, ширина габаритная 22 м, осадка порожнем 6,43 м, в полном грузу 7,6 м, высота корпуса 13,1 м.
Мощность механизмов проектная 16 000 л. с., фактическая на испытаниях 17 600 л.с. Запас угля нормальный 1016 т, полный 2250 т.
Скорость проектная 18 узлов, фактически достигнутая на испытаниях 17,99 узла, после ремонта и модернизации в Японии — 18,8 уз. Дальность плавания 10-узловым ходом с нормальным запасом угля 4900 миль, с полным запасом — 8000 миль.

## Описание конструкции

### Корпус

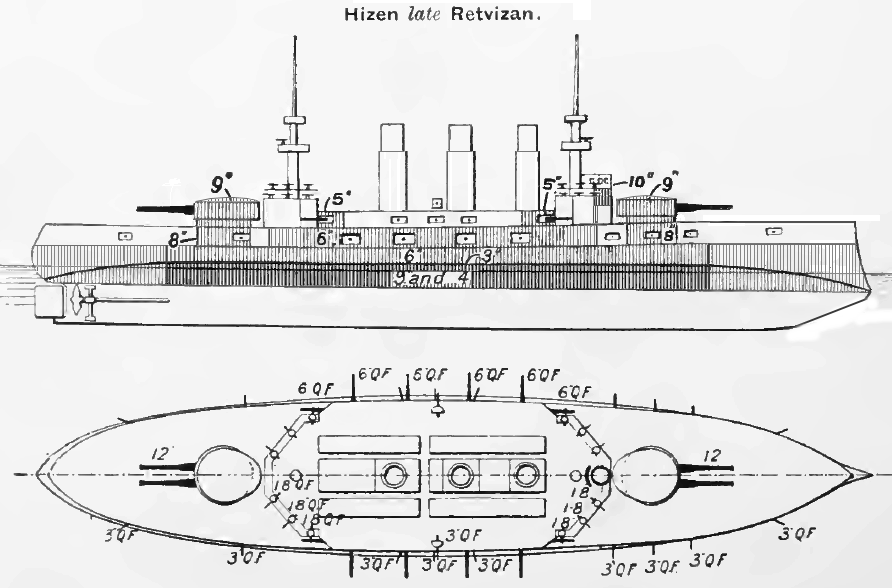
Схема броненосца «Ретвизан»

В «Ретвизане» переплелись черты русской, английской и американской кораблестроительных школ, из-за чего он весьма слабо напоминал и свой «официальный» прототип — «Пересвет», и американский броненосный крейсер «Нью-Йорк». Зато сильно напоминал броненосец «Князь Потёмкин-Таврический», чертежи которого были переданы Крампу.
Корабль имел гладкопалубный корпус с высоким надводным бортом и три сплошных палубы — верхнюю, батарейную и жилую (броневую). В носу и корме, а также между машинным и кормовым котельным отделениями под броневой палубой имелись ещё две палубы — верхняя и нижняя платформы. Обводы корпуса имели большую полноту (коэффициент общей полноты — 0,678, наибольший среди броненосцев русского флота), мидель-шпангоут был почти прямоугольным.
Корпус делился поперечными переборками, доходящими до жилой палубы, на 15 водонепроницаемых отсеков. Кроме того, машинное отделение было разделено на два водонепроницаемых отсека продольной переборкой. В районе машинно-котельных отделений двойное дно имело глубину 0,9 м, в районе погребов боеприпасов главного калибра — 1,5 м. Каждый водонепроницаемый отсек оснащался автономной водоотливной системой с электрическими приводами, устанавливавшимися в водонепроницаемых кожухах. Система вентиляции герметизировалась пустотелыми металлическими шарами: при затоплении шар всплывал и перекрывал сечение трубы. Однако в ходе войны выяснилось, что от сотрясений шары деформируются и теряют способность выполнять свои функции.

### Бронирование
Почти вся вертикальная броня корабля была закалена по способу Круппа, горизонтальная (палуба и крыши) выполнялась из «экстрамягкой никелевой стали».
Главный броневой пояс состоял из 34 плит (по 17 на каждый борт) толщиной 229 мм (под водой плавно уменьшавшейся до 127 мм) и имел высоту 2,14 м и длину 78 м. Выше него на такой же длине простирался верхний пояс высотой 2,3 м и толщиной 152 мм. Пояс в оконечностях имел толщину 51 мм и высоту от нижней платформы до батарейной палубы, причём на уровне жилой (броневой) палубы в нём были проделаны иллюминаторы.
Броневые 178-мм траверзы располагались на концах главного пояса и перекрывали всю ширину корабля; по высоте они охватывали главный и верхний пояса (в сумме 4,44 м) и вместе с ними образовывали броневую цитадель.
Продолжением пояса вверх был 127-мм каземат шестидюймовой батареи (по четыре пушки на борт, отделённых друг от друга противоосколочными переборками из 37-мм никелевой стали). Ещё четыре таких пушки, стоявших на верхней палубе, находились в индивидуальных казематах, защищённых с внешней стороны 127-мм плитами, а с внутренней — полукруглыми 37-мм переборками.
Броневая палуба имела карапасную форму и примыкала к нижней кромке главного пояса. Она была двуслойной и имела толщину горизонтальной части 51 мм, на скосах — 63,5 мм, а вне цитадели — 76 мм.
Барбеты башен внутри цитадели (ниже батарейной палубы) защищались 102-мм плитами, а выше — 203-мм. Сами башни имели 229-мм (254-мм ) вертикальную броню и 51-мм крышу, причём вертикальная броня крепилась на 76-мм деревянной подкладке.
Боевая рубка защищалась 254-мм бронёй, однако её конструкция, как и на основной массе других русских кораблей, была неудачной: благодаря широким смотровым щелям и выпуклой грибовидной крыше осколки зачастую залетали внутрь, поражая находящихся в рубке людей.
Общий вес брони составлял 3300 т, то есть 25,9 % от водоизмещения — это наилучший показатель среди отечественных кораблей, построенных до русско-японской войны.

### Артиллерийское вооружение
Главный калибр состоял из четырёх 305-мм 40-калиберных орудий в двух башнях, оснащённых электроприводами вместо традиционной гидравлики. Угол вертикального наведения составлял от −5° до +15°, горизонтального — 260°. Боезапас — 76 (или 77) выстрелов на ствол. Минимальное время заряжания составляло при хорошо подготовленной прислуге 66 с.
Средний калибр включал двенадцать скорострельных 152-мм пушек Канэ с длиной ствола 45 калибров, имевших боезапас 199 выстрелов на ствол. Восемь орудий располагались в каземате на батарейной палубе и разделялись противоосколочными переборками, ещё четыре — на верхней палубе в индивидуальных казематах. Все эти пушки оснащались 51-мм щитами, предохранявшими их и прислугу от осколков, которые могли проникнуть в каземат через порты. Угол обстрела орудий на батарейной палубе составлял 120°, на верхней — 122°, причём прямо в нос или корму могли стрелять только крайние.
Главная противоминная батарея была представлена двадцатью 75-мм 50-калиберными пушками Канэ, лишёнными какой-либо защиты, кроме бортовой обшивки. Шесть орудий стояли на верхней палубе в районе миделя, остальные — на батарейной палубе вне каземата в носу (восемь) и корме (шесть). На каждую пушку имелось 325 унитарных патронов.
Малокалиберная противоминная артиллерия была представлена 47-мм (24 единицы) и 37-мм (шесть) пушками Гочкиса, причём последние могли устанавливаться на паровых катерах.
Помимо перечисленных, броненосец имел на вооружении две 63,5-мм десантные пушки системы Барановского и два (позже) четыре пулемёта системы Максима, а также 452 трёхлинейные винтовки и 24 «нагана».
Система управления артиллерийским огнём включала один дальномер Барра и Струда и пять микрометров Люжоля, информация от которых стекалась в боевую рубку, где артиллерийский офицер выставлял на задающем циферблате наиболее вероятную, с его точки зрения, дистанцию, а также указывал направление на цель и тип снарядов с помощью курсового и снарядного циферблатов. Эти данные с помощью электросвязи поступала на принимающие циферблаты в башнях, на батареях и погребах. Микрометры обеспечивали определение дистанции по известной вертикальной величине цели — обычно мачтам на дистанции до 40 кабельтовых, что оказалось совершенно недостаточным. Кроме того, система не была защищена от короткого замыкания.

### Минно-торпедное вооружение
Торпедное вооружение включало шесть торпедных аппаратов с общим запасом 17 торпед. Четыре аппарата были неподвижными: два из них располагались в носу и корме выше ватерлинии, другие два располагались побортно перед передней башней под водой. Последние два аппарата были поворотными и размещались на жилой палубе перед кормовой башней. В большинстве источников указывается калибр аппаратов, равный 381 мм, однако на основании ряда документов, а также исходя из размеров аппаратов на чертежах корабля можно сделать вывод, что их калибр был равен 450 мм.
Помимо торпедных аппаратов самого корабля, имелись четыре 381-мм мины Уайтхеда образца 1880 года для 56-футовых минных катеров, четыре метательные мины для 40-футовых паровых катеров и 45 мин заграждения образца 1893 года. Последние хранились на нижней носовой платформе в погребе впереди отделения подводных торпедных аппаратов; их постановка осуществлялась с помощью паровых катеров и специальных плотиков.
Противоторпедное ограждение включало стальную сеть и 22 шеста-выстрела (по 11 на борт).

### Энергетическая установка
На корабле были установлены две вертикальные четырёхцилиндровые паровые машины тройного расширения, каждая из которых стояла в своём машинном отделении, отделённом от соседнего продольной водонепроницаемой переборкой, что теоретически позволяло сохранять ход при затоплении одного из отделений. Диаметр цилиндров высокого давления — 97,8 см, среднего — 106,7 см, низкого — 233,7 см.

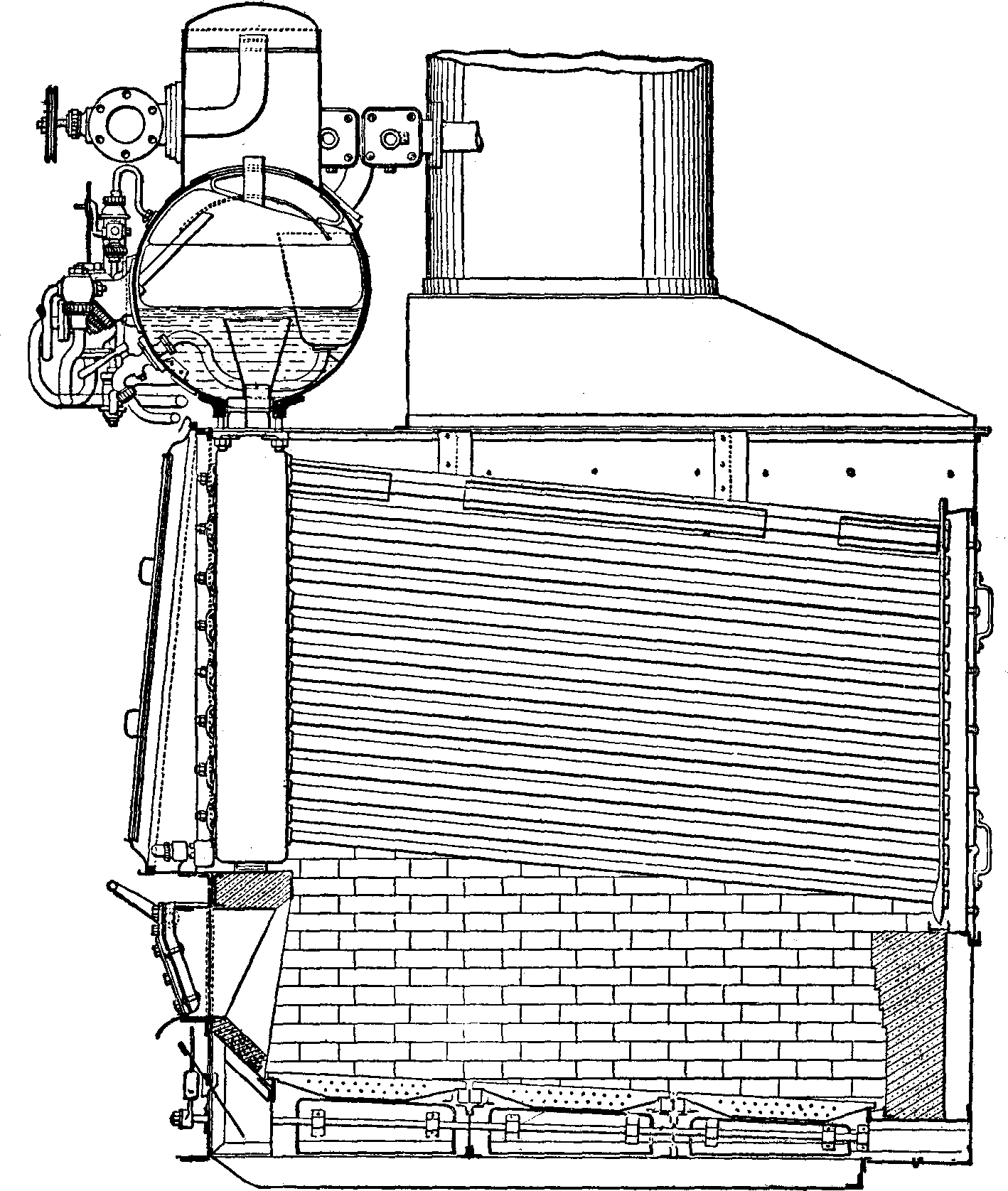
котёл Никлосса

Пар вырабатывали 24 водотрубных котла системы Никлосса, объединённые в шесть групп, расположенных двумя рядами по длине корабля. Средняя пара групп была разделена на две части поперечной переборкой, отделявшей носовое котельное отделение от кормового. От каждой пары групп котлов дым выводился в одну трубу. Максимальное давление пара в котлах — 18 атм., перед машинами — 14 атмосфер.
Почти по всему периметру котельные отделения были окружены угольными ямами. К топкам уголь подавался в рельсовых тележках, шлак поднимался наверх электрическими лебёдками. Нормальный запас угля составлял 1016 т, полный — 2050 т, что теоретически обеспечивало дальность плавания экономическим 10-узловым ходом соответственно 4900 и 8000 миль. Удельный расход угля на полном ходу составлял 0,853 кг на одну л. с. в час.
Гребные винты — трёхлопастные, диаметром 4,88 и шагом 5,8 м, отлиты из бронзы.

### Электрооборудование
Электроэнергия вырабатывалась шестью парогенераторами (пародинамо) фирмы «Дженерал Электрик». Каждый генератор включал паровую машину тройного расширения и два шестиполюсных генератора постоянного тока напряжением 105 В. Два парогенератора имели мощность по 132 кВт, остальные четыре — по 66 кВт. Они были расположены тремя независимыми группами за броневой защитой: четыре на верхней платформе (между машинным и кормовым котельным отделениями и перед носовым котельным отделением) и ещё два (по 66 кВт) — на жилой палубе левее барбета носовой башни.
На броненосце имелось 53 электродвигателя суммарной мощностью 528 кВт, 1300 лампочек и шесть 75-см боевых прожекторов: два на мачтах, на высоте 23,5 м от ватерлинии и с углом освещения 320°, два на носовом мостике (15,9 м, 260°) и два на кормовом (15 м, 120°). На 56-футовых минных катерах устанавливались 40-см прожекторы.
Для аварийного освещения и питания ходовых огней применялась аккумуляторная батарея. Корабль располагал также штатной электрической иллюминацией.

### Судовые устройства и системы
Рулевое устройство — винтовое системы Дэвиса с электрическим, паровым и ручным приводами. Управление рулём осуществлялось из боевой рубки, аварийное — вручную из румпельного отделения.
Якорное устройство включало паровой брашпиль на батарейной палубе, два шпиля на верхней палубе (в носу с паровым, а в корме — с электрическим приводом), четыре якоря Холла (из них один запасной), четыре верпа, две рабочих и одна запасная цепи (длиной 320 и 213 м соответственно). Укладка якорей осуществлялась с помощью установленного на баке крана.
Плавсредства располагались на спардеке и включали по два 56-футовых минных катера, 40-футовых паровых катера, 20-вёсельных баркаса, 16-вёсельных рабочих катера, 14-вёсельных катера, 12-вёсельных вельбота и 6-вёсельных яла — всего 14 единиц. Минные катера имели водоизмещение 18 т, длину 17,08 м, ширину 2,97 м. Они развивали скорость до 12,5 уз и вооружались 381-мм торпедным аппаратом, пушкой Гочкиса и пулемётом. Паровые катера имели водоизмещение 11,7 т, длину 12,2 м, ширину 2,82 м и скорость до 9,5 узлов; их вооружение — метательный аппарат для несамоходных мин. Спуск и подъём шлюпок осуществлялся двумя электрическими кранами с вылетом стрелы около 8 м.
Корабль имел телефонную связь и систему звонковой сигнализации. По прибытии в Россию на нём установили и радиостанцию.
Корабль строился с расчётом на использование его в качестве флагмана эскадры, поэтому кормовую часть батарейной палубы занимали обширные адмиральские помещения и каюты для офицеров штаба. Кают-компания, каюты командира и офицеров корабля находились ниже, на жилой палубе. Мебель изготавливалась из металла.
Имелись два хорошо оборудованных лазарета — походный (по левому борту в носу) и боевой (по правому, в районе носовой башни за броневым поясом).
В целом бытовые условия на корабле были такими же или лучшими, чем на основной массе российских кораблей. Имелись и различные бытовые приспособления, например, электрическая тестомешалка, которые на судах отечественной постройки не встречались.

## Постройка

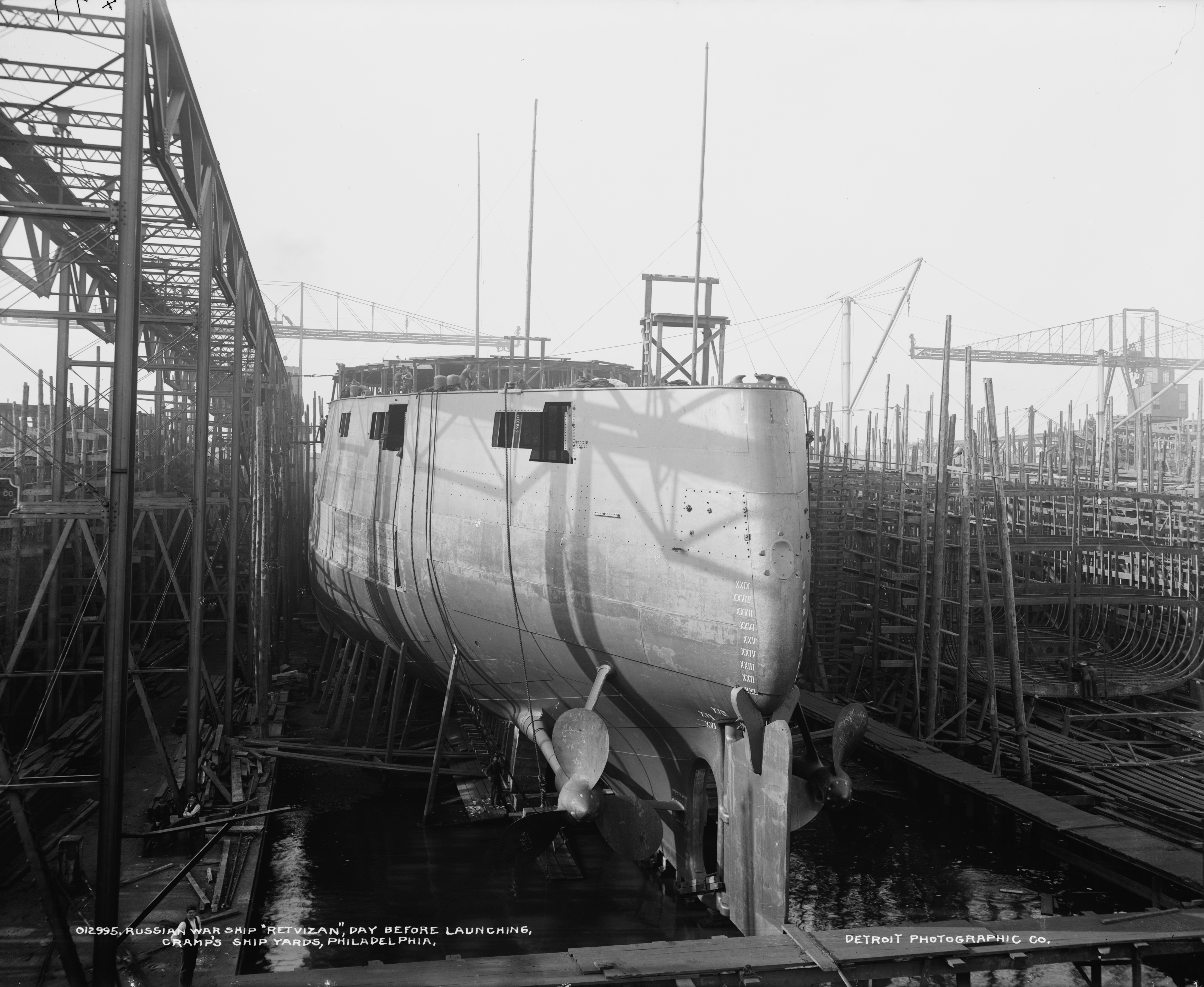
1900

Построен в Филадельфии компанией «Вильям Крамп и сыновья». Точная дата фактического начала строительства неизвестна. Официально заложен 17 июля 1899 года (здесь и далее даты по старому стилю), к этому времени вес корпуса корабля на стапеле приближался к 1000 т; спущен на воду 10 октября 1900 года, вступил в строй в декабре 1901 года.
Глава фирмы Чарльз Крамп предложил в качестве прототипа использовать американский броненосец «Айова», построенный его предприятием, однако русский Морской технический комитет отклонил это предложение из-за недостаточной скорости и запаса угля этого корабля и настоял на выборе другого прототипа — русского броненосца «Пересвет». Крампу были также переданы чертежи только начатого строительством черноморского броненосца «Князь Потёмкин-Таврический». Сам контракт был заключён с нарушением существующих норм и правил (весьма вероятно, что не обошлось без взяток русским должностным лицам), однако в итоге пошёл на пользу: жёсткий контроль за проектированием и строительством «Ретвизана» со стороны заказчика вкупе с передовой американской технологией и организацией производства позволили построить, вероятно, лучший броненосец России времён русско-японской войны.
Первым председателем комиссии, наблюдавшей за постройкой корабля, был назначен капитан 1 ранга М. А. Данилевский, однако из-за конфликтов с руководством фирмы и собственными подчинёнными он был отозван и 10 ноября 1898 г. заменён капитаном 1 ранга Эдуардом Николаевичем Щенсновичем, впоследствии бессменным командиром броненосца.
Заводские испытания «Ретвизана» начались 29 августа 1901 года, а в море впервые вышли в начале сентября, при этом была развита скорость 17 уз. После докования на верфи в Бруклине корабль 4 октября перешёл до Бостона, а затем вернулся обратно. Во время этого плавания на борту находился Эдвин Крамп, младший брат главы фирмы. По возвращении в Филадельфию он заявил о том, что «Ретвизан», несмотря на штормовую погоду, легко развил 18-уз ход, а в течение часа шёл вообще на 19 уз. Это заявление вызвало публикацию в «Нью-Йорк Таймс» под заголовком «Новый русский броненосец „Ретвизан“ бьёт все рекорды, держа скорость 18,8 узла в течение двенадцати часов». Однако официальные испытания корабля, проводившихся 8—12 октября, эту скорость не подтвердили. Максимальный ход в первом пробеге был всего лишь 17 узлов, ну а вообще лучшим результатом, достигнутым в течение 12-часовых испытаний полным ходом, стали 17,99 узла при мощности 17 111,7 л. с. и 125,5 оборотах винтов в минуту. При этом заводская команда форсировала механизмы до всех мыслимых и немыслимых пределов: из труб корабля вырывались языки пламени, на дымовых кожухах горела краска и т. п. В итоге у одного из цилиндров лопнула колонка, и кораблю пришлось возвращаться на завод для ремонта. После долгих дебатов решили считать контрактную 18-узловую скорость достигнутой, посчитав причиной недобора неоптимальный шаг гребных винтов.
Фирме Крампа удалось совершенно избежать строительной перегрузки — очень нечастый для того времени факт, а для России и вовсе немыслимый. Несмотря на срыв контрактных сроков постройки (в чём изрядная часть вины лежит на русской стороне) и упомянутый выше недобор скорости, фирму было решено не штрафовать, и Крамп получил 4 358 000 долларов (8 628 840 рублей) по контракту плюс 489 839 долларов за дополнительные работы, не предусмотренные первоначальным договором.

## История службы

### Экипаж
На момент вступления в строй по штату экипаж корабля насчитывал 19 офицеров и приравненных к ним чинов, 7 кондукторов, 60 унтер-офицеров и 675 рядовых — всего 761 человека. В январе 1904 года, накануне начала войны, фактическая численность экипажа составляла 743 человека.

### Предвоенные годы
10 марта 1902 г. корабль начал кампанию. К этому времени он был полностью укомплектован экипажем (760 человек, в том числе 18 офицеров), при этом, несмотря на недолгое пребывание личного состава в Америке, 17 нижних чинов успели сбежать в поисках лучшей жизни.
30 апреля броненосец начал переход на Балтику. 14 мая для пополнения запасов он зашёл в Шербур, а весь путь в 3600 миль был проделан со средней скоростью 10 узлов. 27 мая путь в Кронштадт продолжился.
1 июня в 11.15 в одном из котлов при попытке развить полный ход лопнула трубка. Паром обварило шесть человек, из них трое скончались. Комиссия МТК, расследовавшая этот инцидент, пришла к выводу, что конструкция котлов не исключает подобных случаев в будущем.
Для похорон погибших броненосец 3 июня внепланово зашёл в Балтийский порт (ныне г. Палдиски), после чего вновь вышел в море и 5 июня прибыл в Кронштадт.
После высочайшего смотра, состоявшегося 18 июня на Кронштадтском рейде, корабль прошёл докование и вместе с только что построенным броненосцем «Победа» перешёл в Ревель, где 24 июня участвовал в грандиозном параде по случаю встречи русского и германского императоров.
До конца лета на «Ретвизане» продолжалась доводка механизмов и установка оборудования, по тем или иным причинам не выполненная на верфи (в частности, корабль оснастили радиостанцией, прицелами для 75-мм пушек и др.).
29 августа провели опыт по погрузке угля на ходу в открытом море: «Ретвизан», идя 5-узловым ходом, с помощью транспортёра системы Лайджервуда-Миллера принял топливо с переделанного в угольщик старого крейсера «Азия», от которого его отделяло расстояние в 120 м. В час удавалось передать до 37 т. В России подобный опыт проводился впервые, а до этого подобная система испытывалась только на её родине, в США. Опыты по перегрузке угля на ходу проводили ранее и англичане, но их система была значительно примитивнее. В связи с успешностью проведённого эксперимента подобными системами были позже оснащены многие корабли Второй Тихоокеанской эскадры. Комплект оборудования, использовавшийся на «Ретвизане», достался броненосцу «Сисой Великий».
В сентябре провели артиллерийские и торпедные стрельбы. Каких-либо повреждений и деформаций корпуса обнаружено не было.
Из-за продолжавшегося нарастания напряжённости в отношениях с Японией корабль вместе с броненосцем «Победа», крейсерами «Богатырь», «Диана» и «Паллада» стали спешно готовить к переходу на Дальний Восток. По пути к ним должны были присоединиться крейсера «Аскольд», «Новик» и «Боярин», а также семь миноносцев. 21 сентября командующий отрядом контр-адмирал барон Э. А. Штакельберг поднял на «Ретвизане» свой флаг. Из-за спешки корабль не успели оснастить всеми запланированными приспособлениями, решив отправить их по мере готовности по железной дороге прямо в Порт-Артур. 2 октября корабль перешёл в Либаву, а оттуда весь отряд отправился 31 октября на Тихий океан.

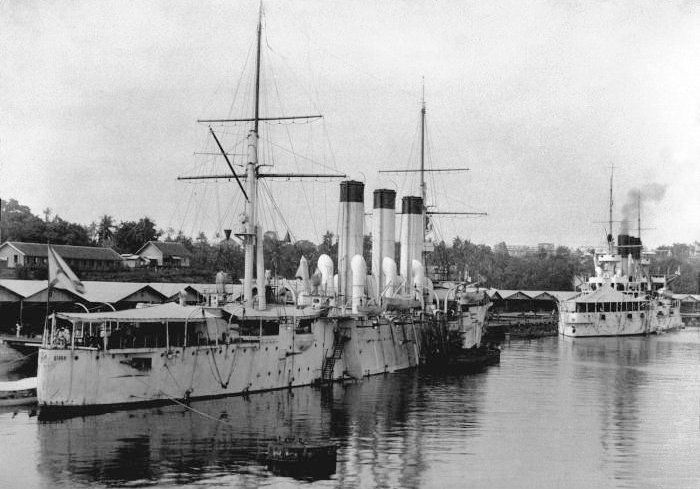
«Диана» и «Ретвизан» (на заднем плане) в гавани Сабанга (1903)

В пути, занявшем почти полгода, «Ретвизан» посетил Киль, Портленд, Виго, Алжир, Пирей, Порт-Саид, Аден, Коломбо, Сингапур и Нагасаки. Никаких сколько-нибудь серьёзных поломок на броненосце не было, однако вместе с ним до конечной точки маршрута, куда прибыли 21 апреля 1903 года, добралась только «Паллада»: остальные корабли из-за неполадок отстали и пришли позже.
Уже на следующий день по приходе корабль в составе эскадры под командованием вице-адмирала О. В. Старка перешёл в бухту Даляньвань (тогда обычно называемую Талиенванской), где участвовал в манёврах. Корабли совершали эволюции, проводили учебные стрельбы, ставили с плотиков мины. На манёврах присутствовал прибывший с инспекцией в Порт-Артур военный министр генерал А. Н. Куропаткин.
В августе 1903 года эскадра перешла во Владивосток, где все броненосцы прошли докование. Пока флагманский «Петропавловск» стоял в доке, адмирал держал свой флаг на «Ретвизане». Ещё до возвращения в Порт-Артур флагманские корабли перекрасили в боевой серо-оливковый цвет.
В сентябре эскадра опять маневрировала в бухте Даляньвань: отрабатывали перестроение из одной или двух колонн в строй фронта, отражение минных атак на якоре, высадку десанта. В конце октября броненосец был выведен в вооружённый резерв.
Э. Н. Щенснович впоследствии вспоминал, что, несмотря на весьма интенсивную боевую подготовку, в целом ни он, ни другие командиры не знали как следует окружающие Порт-Артур воды. «Утверждаю, что пользуясь приливом и отливом, … можно пользоваться для плавания мелководьем, где, маневрируя, иметь преимущества перед врагом, не знающим местных условий», — писал он.

### Начало войны
18 января 1904 года наместник адмирал Е. И. Алексеев отдал приказ немедленно начать кампанию. На следующий день во время прилива большие корабли вышли на внешний рейд Порт-Артура. Рано утром 21 января эскадра отправилась к полуострову Шантунг, поддерживая связь с базой через корабли-ретрансляторы, функции которых выполняли минные заградители «Амур» и «Енисей». Около 16.00 шедший головным крейсер «Аскольд» увидел Шантунгский маяк, после чего по приказу наместника корабли повернули назад и в 5 утра 22 января стали на якорь в заливе Даляньвань, а днём перешли на порт-артурский рейд.
Уход русской эскадры в неизвестном направлении серьёзно обеспокоил Японию. Опасаясь нарушения своих планов войны, они решили начать её немедленно. 22 января последовал разрыв дипломатических отношений с Россией, на следующий день командующий Соединённым флотом Японии вице-адмирал Х. Того получил приказ о начале боевых действий против России.
Первый удар был нанесён японскими эсминцами в ночь на 27 января. Несмотря на разрыв дипотношений, на русской эскадре не были предприняты даже элементарные предосторожности: корабли стояли на внешнем рейде, часть из них была освещена, противоторпедные сети выставлены не были... В таких условиях успех, достигнутый японцами, выглядит весьма скромно: были торпедированы броненосцы «Цесаревич» и «Ретвизан», а также крейсер «Паллада». Русские корабли открыли ответный огонь и, хотя не смогли уничтожить противника, но, тем не менее, сорвали последующие атаки (все три успешных торпедных пуска были выполнены в течение первых 10 минут). Что примечательно, адмирал Старк поверил в то, что началась война, только через час после начала боя, когда ему сообщили о подрыве «Цесаревича», с которого до этого никаких сигналов не поступало из-за отсутствия на нём электроэнергии.
На «Ретвизане» японские миноносцы в свете прожектора (броненосец был дежурным по освещению на рейде) обнаружил в 23.33 вахтенный начальник лейтенант А. В. Развозов, который немедленно подал сигнал «отражение минной атаки». Однако головной эсминец 1-го отряда «Сиракумо» уже выпустил торпеду, которая попала в русский корабль в 23.35. Удар пришёлся по левому борту в районе 19—20 шпангоутов. Вода моментально затопила помещение подводных торпедных аппаратов; из находившихся там шести человек спастись удалось только одному. Во внутренних помещениях погас свет, вода продолжала заливать носовые отсеки, из-за чего броненосец оседал носом и кренился на левый борт.
Командир «Ретвизана», разбуженный взрывом, поднялся наверх в разгар боя. На «Ретвизане» пробили водяную тревогу. Когда крен достиг 11°, Э. Н. Щенснович приказал затопить патронные погреба правого борта, что помогло вдвое уменьшить крен. Однако откачивать воду оказалось невозможным: единственная водоотливная турбина для носовых отделений была повреждена взрывом, а перепускание воды в котельные отделения было невозможно из-за отсутствия в переборках клинкетов. Вскоре выяснилось, что и пустотелые шары в вентиляционных трубах не справились с их закупоркой, будучи деформированы сотрясением при взрыве, что позволяло воде распространяться по системе вентиляции.
Через 45 минут развели пары, и с разрешения командующего эскадрой Э. Н. Щенснович приказал уходить на рейд. Якорную цепь пришлось отклепать, поскольку шпилевая машина была повреждена взрывом. Пройти по фарватеру, однако, не удалось: вероятно, командир не учёл, что корабль принял около 2200 т воды, полностью затопившей три отсека. В 1.30 броненосец коснулся носом грунта в проходе, ведущем в гавань, а течением его корму развернуло к Тигровому полуострову. «Ретвизан» застрял поперёк фарватера, сильно его сузив.
Утром 27 января у Порт-Артура появились главные силы японского флота. Оставшиеся пять русских броненосцев и крейсера снялись с якорей и вышли навстречу, несмотря на серьёзный перевес противника в силах. Однако перестрелка носила нерешительный характер, и через 40 минут Того ушёл. «Ретвизан», сидя на мели, участвовал в этом бою символически, сделав два выстрела из 152-мм орудий.
К этому времени удалось определить, что взрыв японской торпеды произошёл на глубине примерно 2,4 м от ватерлинии. Пробоина неправильной формы имела площадь около 15 м² и простиралась по левому борту от 16-го до 23-го шпангоута, а трещины и вмятины продолжались вниз и в стороны от неё. Борт был вдавлен внутрь; стрелка прогиба достигала 0,5 м. Общая площадь повреждённого участка составила 37 м². 229-мм плита главного пояса, находившаяся выше пробоины, перекосилась, и её верхняя кромка, «выехав» наружу, выдавила соседнюю 51-мм плиту носового пояса. Стальная рубашка и деревянная подкладка за бронёй были разрушены. Оказался уничтоженным торпедный аппарат левого борта, а правого был повреждён.
Снять «Ретвизан» с мели не удалось, и его решили включить в систему обороны рейда в качестве плавучего форта. По правому борту поставили противоторпедную сеть, а на расстоянии 40—45 м соорудили бон из брёвен, к которому прикрепили вторую сеть, снятую с левого борта корабля. Организовали постоянное дежурство паровых катеров. Комендоры каждую ночь несли вахту у заряженных орудий. Капитан 1 ранга Щенснович получил дополнительные полномочия по организации охраны рейда, а для поддержания оперативной связи с командующим эскадрой и командиром порта броненосец был связан с городской телефонной станцией и с «Петропавловском» телефонной линией.
В ночь на 1 февраля, пользуясь сильным снегопадом, японцы с помощью миноносцев «Асагири» и «Хаядори» попытались произвести разведку рейда, но были отогнаны огнём «Ретвизана». В последующие дни его пушкам также неоднократно приходилось открывать огонь и по реальным целям, и по померещившимся.
В ночь с 10 на 11 февраля японцы попытались перегородить выход из порт-артурской гавани с помощью 5 брандеров («первая атака брандеров»), поддерживаемых миноносцами 5-го отряда (16 миноносцев и истребителей). Около 2.45 японский эсминец «Кагеро» попал в луч прожектора крепости, и по нему открыли огонь. Выпущенная им торпеда прошла мимо и выскочила на берег, не разорвавшись.
Следом за «Кагеро», но на большем расстоянии (4—5 каб) был обнаружен эсминец «Сирануи», который, как и следовавшие за ним «Муракумо» и «Югири», были отогнаны огнём «Ретвизана», русских миноносцев, катеров и береговых батарей.
Тем временем появились японские брандеры. Три из них — «Тяньцзинь Мару», «Буйё Мару» и «Бусиу Мару» были уничтожены береговыми батареями № 1 и 2, расположенными на берегу бухты Белый Волк, однако «Хококу Мару» и «Дзинсен Мару» преодолели опасную зону и устремились прямо на «Ретвизан», намереваясь таранить его.
«Хококу Мару», которым командовал капитан 2 ранга Такео Хиросэ, удалось остановить лишь в нескольких десятках метров: удачным попаданием на пароходе было выведено из строя рулевое управление, он повернул влево и вылетел на камни рядом с «Ретвизаном». «Дзинсен Мару», получив множество попаданий, уклонился вправо и выбросился на берег у побережья Золотой горы. Экипажи пароходов успели спустить шлюпки и были подобраны японскими миноносцами, которые продолжали находиться на рейде до утра. Бой окончательно затих лишь к 5.45. За ночь «Ретвизан» выпустил два 305-мм, 71 152-мм, 152 75-мм, 590 47-мм и 120 37-мм снарядов. Никаких повреждений в этом бою он не получил.
За этот бой, предотвративший закупорку эскадры в гавани, капитан 1 ранга Э. Н. Щенснович получил орден св. Георгия 4-й степени. Были награждены и другие офицеры: лейтенант Кетлинский получил золотую саблю с надписью «За храбрость», старший штурманский офицер лейтенант Павлинов 2-й и мичман Гурячков — ордена св. Анны 3-й степени с мечами и бантом, старший минный офицер лейтенант Развозов — орден св. Владимира 4-й степени с мечами и бантом, мичман Саблин — орден св. Анны 4-й степени с надписью «За храбрость». 25 нижних чинов были награждены Георгиевскими крестами 4-й степени.
В качестве плавбатареи «Ретвизан» служил 30 дней. 24 февраля, после разгрузки носовой части корабля (сняли броневые плиты, демонтировали 305-мм орудия) его удалось снять с мели и отбуксировать в гавань.

### Ремонт
В Порт-Артуре не было дока, способного вместить броненосец, поэтому ремонт повреждённых «Цесаревича» и «Ретвизана» представлял большую сложность.
Попытки осушить затопленные отсеки, заделав пробоину досками, оказались безуспешными: давление воды выламывало такую «заплату». Единственным способом отремонтировать корабль оказалось изготовление деревянного кессона. Первыми эту идею высказали корабельные инженеры Заборовский и Свирский, они же сделали необходимые расчёты. Однако при обмере корпуса были допущены ошибки, в результате которых кессон не прилегал плотно. Воспользовавшись мешками с отрубями, удалось его более-менее герметизировать и снять броненосец с мели, однако из-за сильного поступления воды в кессон по-настоящему заделать пробоину было невозможно.
26 февраля японские броненосцы предприняли обстрел гавани, ведя перекидной огонь через горный массив от мыса Ляотешань, где они были вне досягаемости для русских береговых батарей. Стрельба велась по площадям и была малоэффективной, однако из 154 выпущенных противником 12-дюймовых снарядов три попали в русские корабли: крейсер «Аскольд» и броненосцы «Севастополь» и «Ретвизан». Около 11.00 рядом с последним упал и разорвался один из снарядов, перебивший водоотливные шланги, что вызвало быстрое поступление воды через незаделанную пробоину. Чтобы не искушать судьбу, Щенснович приказал выброситься носом на мель. Вскоре после этого последовало прямое попадание в броневую плиту правого борта в районе ватерлинии под кормовой башней; тем не менее, серьёзных повреждений не было: броня выдержала взрыв. Однако корабль погрузился носом глубоко в ил, из-за чего палуба бака оказалась вровень с уровнем воды, а корма поднялась, частично оголив гребные винты. На «Ретвизане» в результате этого обстрела погибло пять и было ранено 10 человек, а всего на эскадре — семь и 20 соответственно.
Кессон был повреждён, и пришлось строить новый. Работами руководил прибывший вместе с новым командующим эскадрой вице-адмиралом С. О. Макаровым корабельный инженер Н. Н. Кутейников. Одновременно приступили к временной заделке пробоины пластырем из толстых деревянных брусьев, скреплённых вертикальными стальными балками, снабжённым парусиновой подушкой для плотного прилегания к краям пробоины. В этом большую помощь оказали прибывшие из Ревеля водолазы, однако один из них погиб, будучи засосанным в щель.
Чтобы не допустить повторного безнаказанного обстрела из-за Ляотешаньских гор, С. О. Макаров приказал оборудовать на Ляотешане корректировочный пост, имеющий прямую связь с русскими кораблями, и батарею из четырёх 152-мм орудий, снятых с «Ретвизана», а также заминировать место предыдущего маневрирования японской эскадры. Э. Н. Щенснович впоследствии назвал приказ о демонтаже пушек «печальным», однако с этим нельзя согласиться: пока броненосец был в ремонте, его орудия были полезнее на берегу. Печальным стало более позднее, уже после гибели С. О. Макарова, разоружение исправных кораблей под предлогом усиления береговой обороны.
9 марта японцы предприняли повторную попытку обстрела через Ляотешань. В ответ по врагу открыли огонь броненосцы «Победа» и «Ретвизан». Первый располагал самой дальнобойной артиллерией (максимальный угол возвышения его 254-мм орудий составлял 35°), а второй смог вести огонь кормовой башней, угол возвышения пушек которой из-за дифферента на нос достигал 19,5°, что обеспечивало дальность ведения огня до 100 каб. Третий и четвёртый залпы «Ретвизана» взяли японский броненосец «Фудзи» в вилку, и после разрыва 305-мм снаряда в нескольких метрах от борта японцы предпочли ретироваться. Батарея 152-мм орудий огонь не открывала, чтобы раньше времени не отогнать врага от минного заграждения.
5 апреля с помощью плавучего крана удалось подвести новый кессон, имевший длину 12,5 м, высоту 10 м, ширину внизу 3,7 м и вверху 2,6 м. После этого затопленные отсеки постепенно осушили, параллельно укрепляя кессон дополнительными распорами и постоянно контролируя правильность его прилегания.
Ремонтные работы начались сразу после закрепления временного деревянного пластыря, за две недели до установки кессона. Деформированные части набора и обшивки вырубались вручную или с помощью электрической резки (так называемой «вольтовой дуги»). Те элементы, которые нуждались в выправлении на берегу в горячем виде (например, стойки позади брони), удалось поднять только через кессон, работать в котором, несмотря на приличные размеры, было тяжело из-за тесноты и плохой вентиляции.
Единственный дефект, который не удалось исправить, — это небольшая вогнутость корпуса в его нижней части (для исправления требовался более глубокий кессон). По предложению Н. Н. Кутейникова в этом месте была увеличена толщина деревянной подкладки под бронёй, а также использованы более длинные болты для крепления броневых плит. Благодаря этому внешние обводы корпуса не изменились.
Первый новый шпангоут был установлен на корабле 20 апреля, а уже 6 мая приклепали последний лист наружной обшивки. 15 мая в носовой башне смонтировали ранее снятые 305-мм орудия, 17-го опробовали отремонтированные отсеки водой, через четыре дня установили на место демонтированные бронеплиты. В полдень 23 мая кессон был снят, и корабль вновь вступил в строй.

### Бой в Жёлтом море
10 июня, получив категорическое распоряжение наместника на Дальнем Востоке адмирала Е. И. Алексеева, эскадра под командованием контр-адмирала В. К. Витгефта вышла из Порт-Артура для прорыва во Владивосток. «Ретвизан» шёл в кильватерной колонне вторым непосредственно за флагманским «Цесаревичем». На броненосце не хватало двух 152-мм, шести 75-мм и нескольких мелких пушек, снятых для усиления сухопутной обороны крепости. На других кораблях дело обстояло не лучше (на «Победе», например, из одиннадцати 152-мм орудий имелось только три).
Отойдя на 20 миль, русская эскадра встретила японский Соединённый флот и повернула обратно. В. К. Витгефт мотивировал своё решение, в частности, отсутствием на наших кораблях значительной части артиллерии среднего калибра. На обратном пути русским кораблям пришлось отражать атаки японских миноносцев. «Ретвизан» выпустил по ним один 152-мм сегментный снаряд, два 75-мм чугунных и 36 47-мм (26 чугунных и 10 стальных). Согласно рапорту Э. Н. Щенсновича, единственный выстрел из шестидюймовки уничтожил вражеский миноносец, однако в действительности никаких потерь враг не имел. Ни одного торпедного попадания в русские корабли противнику добиться не удалось, однако броненосец «Севастополь» отклонился от протраленного фарватера и подорвался на мине. До окончания его ремонта откладывалась и новая попытка прорыва.
14 июля «Ретвизан» совместно с крейсерами «Баян», «Паллада», «Новик» и канонерскими лодками перешёл в бухту Тахэ, откуда обстреливал вражеские позиции в районе горы Юпилаза. В 13.30 с юго-востока к русским кораблям приблизились японские броненосные крейсера «Ниссин» и «Касуга», бронепалубный крейсер «Хасидате» и несколько миноносцев. Через 20 мин они открыли огонь по «Ретвизану», находясь на расстоянии 62 каб. Обе стороны опасались минных заграждений, поэтому не сближались, и стрельба оказалась неэффективной. Русские корабли попаданий не получили, на «Ниссине» была оборвана антенна радиотелеграфа и пробит стеньговый флаг.
В дальнейшем русские корабли вели огонь по сухопутным войскам противника прямо из внутренней гавани. «Ретвизан» открывал огонь 17, 19, 22, 24, 25 и 26 июля. С 25 июля японцы начали обстреливать гавань, корректируя огонь с занятых ими Волчьих гор.
Утром 27 июля к «Ретвизану» подошла баржа с двумя 152-мм и четырьмя 75-мм пушками, которые собирались срочно установить на броненосец. Однако в 7.55 противник начал очередной обстрел гавани, и баржа в результате прямого попадания затонула с обеими шестидюймовками. Сам броненосец получил семь прямых попаданий 120-мм снарядов, из которых одно, случившееся в 12.10, привело к возникновению подводной пробоины площадью около 2,1 м² в районе 26-го шпангоута под броневым поясом. Корабль принял 400 т воды, возник крен 1°. Кроме того, была пробита первая дымовая труба и повреждена одна 75-мм пушка, а 15 человек, включая командира корабля Э. Н. Щенсновича, получили ранения.
К заделке пробоины приступили сразу после прекращения обстрела, в 18.00. Продольные переборки подкрепили брусками, с внутренней стороны установили стальные распоры. Снаружи на пробоину наложили железный лист, но он не закрывал пробоину целиком. Часть воды удалось откачать, однако в повреждённых отсеках оставалось 250 т воды; ещё столько же пришлось принять в отсеки правого борта для выравнивания крена.
Рано утром 28 июля «Ретвизан» развёл пары и в 6.15 снялся с бочек внутреннего рейда: ему вместе с эскадрой предстояло попытаться прорваться во Владивосток. С эскадрой не было крейсера «Баян»: он подорвался на мине и находился в ремонте. В. К. Витгефт, выслушав рапорт Э. Н. Щенсновича, решил, что броненосец, несмотря на незаделанную как следует пробоину, пойдёт с эскадрой, но если переборки не выдержат, он вернётся в Порт-Артур в сопровождении госпитального судна «Монголия».
В 8.30 эскадра, следуя за тралящим караваном, вышла в море. «Ретвизан» снова был вторым в строю и шёл за «Цесаревичем». Максимальную скорость корабля из-за пробоины Э. Н. Щенсновича оценивал в 13 узлов, хотя механизмы находились в полном порядке. На броненосце недоставало двух 152-мм, трёх 75-мм, двух 47-мм и всех шести 37-мм пушек и четырёх пулемётов, а также одного торпедного аппарата, уничтоженного взрывом 27 января; ещё один аппарат был неисправен. Одно из носовых 305-мм орудий не могло действовать на больших углах возвышения из-за порчи барабана зарядника, происшедшей во время перекидной стрельбы 15 июля.
Артиллерийский бой начался около 12.15 на дистанции более 80 каб. Первый выстрел сделал японский броненосный крейсер «Ниссин», которому ответили русские броненосцы «Пересвет» и «Победа». Когда дистанция сократилась до 75 каб, открыли огонь три пушки главного калибра «Ретвизана» (как уже говорилось, одно из орудий носовой башни не могло действовать на больших углах возвышения), на 60 каб к ним присоединились шестидюймовки. Стреляли залпами, главным образом по японскому флагману «Микасе», а когда до него было далеко — по ближайшему кораблю. В 13.00 противники разошлись контргалсами, и стрельба прекратилась.
За первую фазу боя «Ретвизан» выпустил 42 305-мм и 82 152-мм снаряда, получив 12 попаданий. Самой неприятной оказалась пробоина в носовой части с правого борта в районе кондукторской кают-компании: она находилась недалеко от ватерлинии и сильно захлёстывалась волнами. Другие повреждения были незначительными. От собственной стрельбы вышли из строя два 152-мм орудия, но через час их исправили.
Около 13.50 перестрелка возобновилась, но из-за большой дистанции вскоре прекратилась. Вторая фаза сражения реально началась лишь в 16.30. Расстояние между противниками колебалось от 70 до 30 каб. В разгар боя вышли из строя два 152-мм орудия: у обоих выкрошились зубья подъёмных дуг и шестерён. Одну из пушек удалось исправить, а у другой во время ремонта взрывом вражеского снаряда оторвало ствол.
Примерно в 17.00 в носовую башню «Ретвизана» попал тяжёлый снаряд, и её заклинило, а сместившийся от удара назад 305-мм снаряд левого орудия раздавил заряжавшиеся в этот момент полузаряды и заклинил зарядник. При тушении загоревшихся парусиновых чехлов на амбразурах водой залили реле и клеммы электропривода. До конца боя из заклиненной башни было сделано ещё три выстрела: они производились в тот момент, когда вражеские корабли в процессе маневрирования эскадр попадали в прицел.
Примерно через полчаса два попадания 305-мм снарядов в «Цесаревич» убили контр-адмирала В. К. Витгефта и ранили многих офицеров. Корабль потерял управление и выкатился из строя. Поскольку никаких сигналов поднято не было, «Ретвизан» и «Победа» начали поворот вслед за флагманом, пока не поняли, что тот неуправляем. Русская эскадра потеряла строй.
В этой ситуации Э. Н. Щенснович направил свой корабль прямо на неприятеля, намереваясь таранить один из концевых кораблей вражеской эскадры. Японцы перенесли огонь на приближавшийся русский броненосец, однако целились неточно, и основная масса снарядов падала за его кормой. Однако, когда до ближайшего противника — броненосного крейсера «Ниссин» — оставалось не более 17 каб, через огромные смотровые щели рубки русского корабля влетел осколок, ударивший командира в живот. Э. Н. Щенснович на время потерял управление. Затем он увидел, что японская эскадра уже вышла из опасной зоны, а русские корабли уходят назад. «Ретвизан» развернулся и вслед за другими кораблями эскадры взял курс на Порт-Артур. Адмирал Того не стал преследовать русскую эскадру, отправив вдогонку лишь несколько отрядов миноносцев.
На обратном пути «Ретвизан», не заметив поднятых на крыльях мостика броненосца «Пересвет» (мачты корабля младшего флагмана эскадры контр-адмирала княза П. П. Ухтомского были сбиты в бою) сигналов, обогнал эскадру и прямиком отправился в Порт-Артур. Ночью его трижды пытались атаковать японские миноносцы, но их атаки были сорваны интенсивным огнём русского корабля. На рассвете «Ретвизан» чуть было не стал жертвой миноносца «Властный», но всё обошлось, и броненосец первым из всей эскадры бросил якорь на рейде.
Всего за бой «Ретвизан» выпустил 77 305-мм снарядов (четыре бронебойных и 73 фугасных), 310 152-мм (51 бронебойный, 241 фугасный и 18 сегментных), 341 75-мм (260 стальных и 81 чугунный) и 290 47-мм (230 стальных и 60 чугунных). Управление огнём осуществлялось с прожекторной площадки фор-марса мичманом В. Свиньиным, расстояние определялось дальномером Барра и Струда и пятью микрометрами Люжоля. В ходе боя осколки и упавший на палубу гафель перебили переговорную трубу и телефонный кабель, идущие к кормовой башне, и корректировать её стрельбу пришлось с помощью ординарцев или передавая приказы через жилую палубу и подачное отделение. Позже из-за замыкания вышли из строя принимающие циферблаты всех 152-мм орудий.
В «Ретвизан» попало 23 снаряда, из которых два поразили рангоут и не разорвались. Были разбиты все прожекторы и шлюпки, выведен из строя носовой компас, пробита фок-мачта, раздроблен элеватор подачи снарядов на фор-марс. В носовой части по правому борту в 51-мм броне были обнаружены две пробоины (через одну из них вода поступала в кондукторскую кают-компанию). Вражеским огнём были выведены из строя одно 152-мм, два 75-мм и пять 47-мм орудий, а также заклинена носовая башня. Большие пробоины были в кожухе первой дымовой трубы и в обшивке правого борта в районе каюты командира. Остальные повреждения были незначительными.
Потери в личном составе для столь ожесточённого боя также оказались относительно невелики: шесть матросов были убиты и 38 ранены, в том числе четверо — тяжело. Из офицеров лёгкие ранения получили пять человек: командир корабля Э. Н. Щенснович, мичманы Н. В. Саблин 3-й, В. А. Гурячков, П.C. Столица и князь Д. Н. Голицын. Для сравнения: на флагманском корабле адмирала Того, по японским официальным данным, за это же время было убито 24 и ранено 89 человек.

### В осаждённом Порт-Артуре

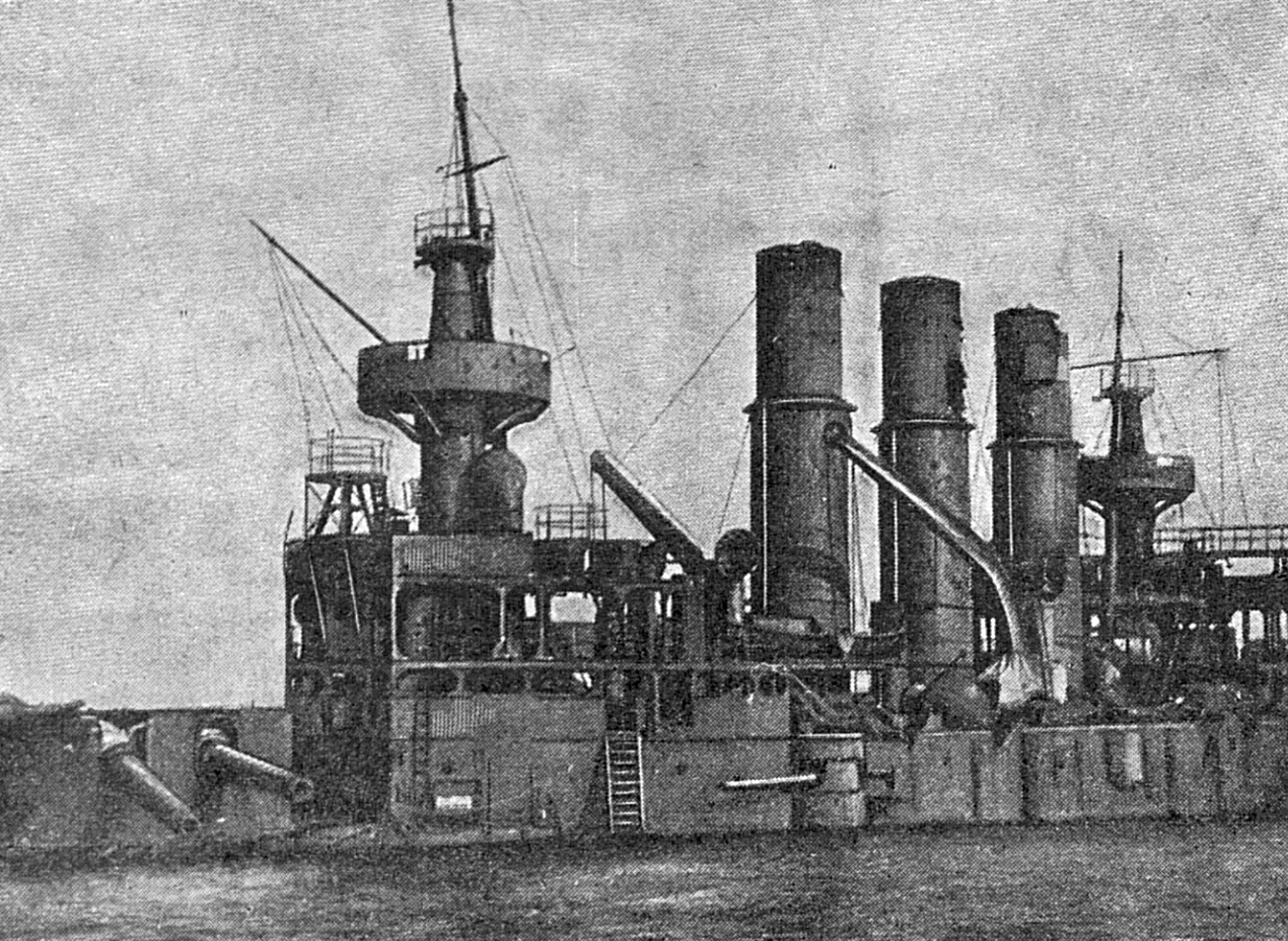
Положение броненосца «Ретвизан» 20 декабря 1904 года

После неудачи, постигшей русскую эскадру 28 июля, лишь командир броненосца «Севастополь» капитан 1 ранга Н. О. Эссен считал, что нужно готовиться к повторению попытки прорыва. На совещании, созванном 6 августа контр-адмиралом П. П. Ухтомским, было решено, что корабли должны быть разоружены для усиления сухопутной обороны, причём за каждым из них закреплялся определённый участок. «Ретвизану» достался восточный район от бухты Тахэ до батареи «литеры Б».
Тем не менее, на кораблях проводились и ремонтные работы. На «Ретвизане» сначала заделали пробоину, полученную накануне боя. На этот раз обошлось без кессона: вместо него изготовили сравнительно небольшой ящик с уплотнениями из парусины, с помощью которого удалось остановить поступление воды и осушить отсеки, а затем уже изнутри корабля заменить «заплатку» более крупным листом толщиной 13 мм и залить толстый слой цемента. Параллельно снимали артиллерию: к сентябрю на броненосце недоставало трёх 152-мм, четырёх 75-мм, семи 47-мм и шести 37-мм пушек, а также значительной части экипажа (на батареи и прожекторные посты ушёл 171 человек, а 8 августа из «ретвизановцев» образовали десантную роту численностью 206 нижних чинов под командованием лейтенанта Пущина, которая находилась в резерве).
Фактически единственной боевой задачей крупных кораблей эскадры стала огневая поддержка сухопутного фронта. С 4 по 23 августа «Ретвизан» провёл 14 стрельб, только за пять дней (с 8 по 12 августа) выпустив 27 305-мм и 252 152-мм снаряда.
23 августа была получена телеграмма наместника Е. И. Алексеева, согласно которой порт-артурская эскадра переименовывалась в Отдельный отряд броненосцев и крейсеров 1 ранга, командиром которой назначался капитан 1 ранга Р. Н. Вирен — командир броненосного крейсера «Баян», а контр-адмирал Ухтомский отзывался в штаб наместника в Мукден. Новый командующий вскоре получил чин контр-адмирала. Разоружение кораблей продолжилась.
19 сентября японцы впервые обстреляли стоявшие в гавани корабли из 280-мм осадных гаубиц. Корректировка огня осуществлялась с захваченной 7 сентября Длинной горы, откуда хорошо просматривались и Восточный, и Западный бассейн порта. Обстрелы продолжались ежедневно, и после особенно сильного обстрела, последовавшего 25 сентября, русская эскадра днём перешла на внешний рейд, где укрылась за Тигровым полуостровом. В «Ретвизан», ставший флагманским кораблём, в период с 26 сентября по 19 октября попало четыре 280-мм и три 120-мм снаряда, не причинивших серьёзных повреждений (правда, большие неприятности мог бы доставить один из 280-мм снарядов, пробивший борт в районе ватерлинии между 49-м и 50-м шпангоутами и застрявший без разрыва в угольной яме).
22 ноября японцы, захватив Высокую гору, с которой город был виден как на ладони, организовали на ней корректировочный пост и в 10.30 открыли огонь из 280-мм гаубиц. В этот день в «Ретвизан» попало восемь снарядов, однако пострадало всего два человека: один матрос был тяжело ранен, а контр-адмирал Р. Н. Вирен отделался лёгким ранением.
На следующий день, 23 ноября, расстрел броненосца продолжился. В этот день в «Ретвизан» попало 14 280-мм и шесть 150-мм снарядов. Около 16.00 корабль с креном 4° на левый борт сел на грунт. На нём погиб один и было ранено шесть человек.
В течение ночи с полузатопленного броненосца были свезены все 152-мм и 75-мм снаряды, часть 47-мм и винтовочных патронов, некоторое количество 305-мм полузарядов. К утру работы были закончены, и Э. Н. Щенснович приказал покинуть корабль. 24 ноября приказом № 1978, подписанным командиром порта контр-адмиралом И. К. Григоровичем, «Ретвизан» был исключён из списков.
20 декабря Э. Н. Щенсновичу выпала малоприятная обязанность подписать капитуляцию уже не существующего флота. Накануне вечером русские моряки попытались уничтожить находившиеся в гавани корабли. На «Ретвизане» подорвали обе башни главного калибра, причём с кормовой сорвало крышу.

### В японском флоте
Вскоре после захвата Порт-Артура японцы приступили к подъёму севших на грунт русских кораблей, благо вода едва доходила им до верхней палубы, и то во время прилива. К концу 1908 года из 12 находившихся в строю японского флота броненосцев ровно половину составляли бывшие русские корабли.
«Ретвизан» был поднят 22 сентября 1905 года (здесь и далее даты приводятся по новому стилю) и переименован в «Хидзэн» (яп. 肥前), по названию одной из старых японских провинций. Первоначальный ремонт был выполнен в Порт-Артуре (или Рёдзюне — город новые хозяева тоже переименовали), затем корабль отбуксировали в Сасебо. Полностью ремонтные работы завершились лишь в ноябре 1908 года.
Сколько-нибудь подробных сведений о внесённых в конструкцию корабля изменениях нет. Известно, что на испытаниях машины отремонтированного броненосца развили мощность 16 120 л.с., обеспечив ему скорость 18,8 уз. По всей вероятности, котлы Никлосса были заменены на японские системы Миябара. Артиллерия главного и среднего калибра, скорее всего, осталась прежней, а вот пушки меньшего калибра были заменены на японские (именно так обстояло дело на других трофейных кораблях, о которых имеются более подробные сведения), причём малокалиберной артиллерии стало существенно меньше: 14 76-мм (десять в батарее и четыре на надстройках) и четыре 47-мм, причём последние, судя по фотографиям, вскоре вообще сняли. Неисправные подводные торпедные аппараты демонтировали. Внешне «Хидзэн» отличался от прежнего «Ретвизана» формой дымовых труб, отсутствием боевых марсов, новым рангоутом, переделанными мостиками.

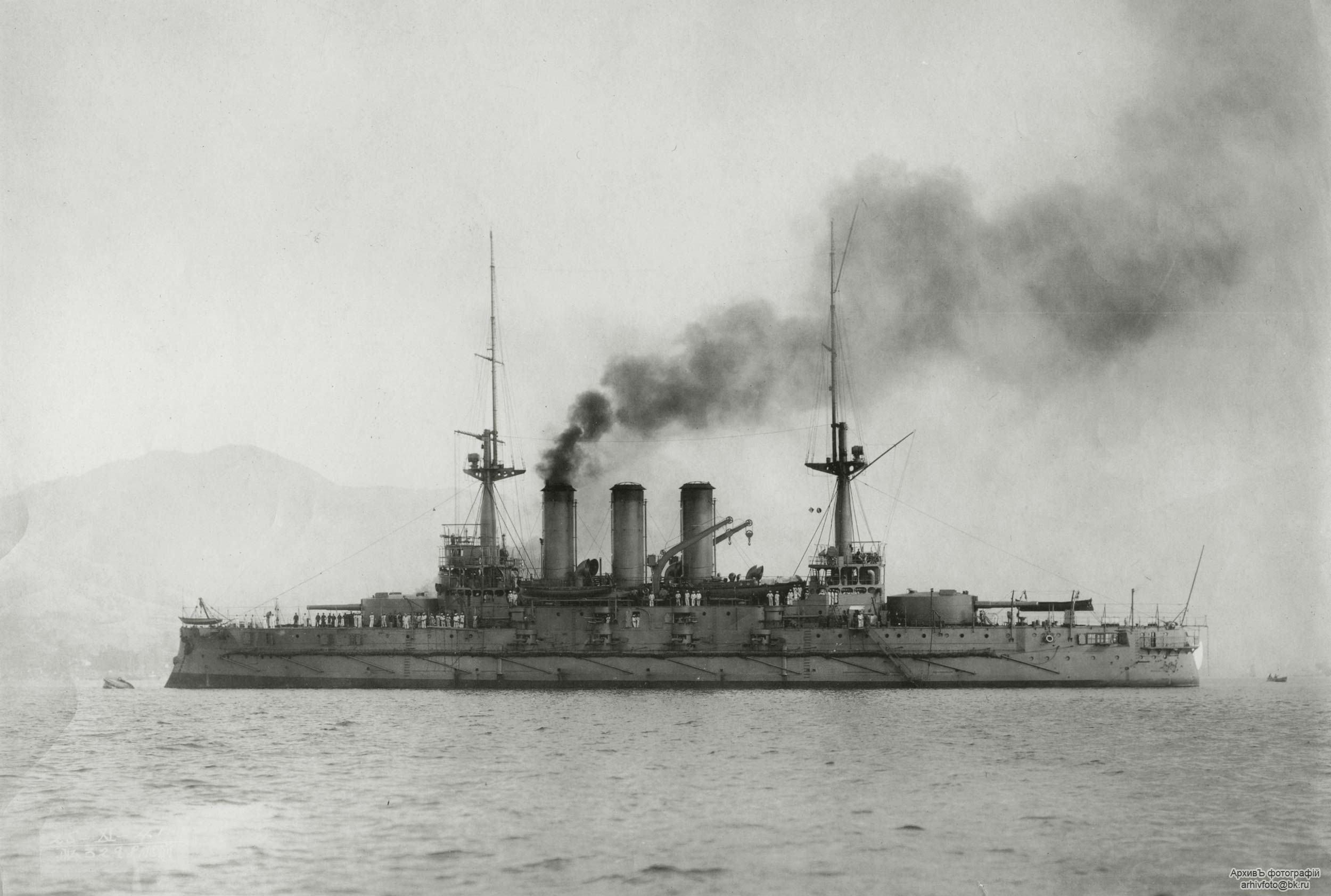
«Ретвизан» («Хидзэн») в составе японского флота

В конце 1908 года «Хидзэн» вошёл в состав флота как линкор 1 класса, вскоре после чего состоялся грандиозный морской парад — смотр восстановленных трофеев. Последующие годы прошли в учебных плаваниях и манёврах. В начале Первой мировой войны «Хидзэн» участвовал в охоте на эскадру адмирала Шпее (например, в сентябре 1914 года совместно с броненосными крейсерами «Асама» и «Идзумо» он был отправлен в центральную часть Тихого океана). 15 октября «Хидзэн» и «Асама» подошли к Гонолулу, где укрывался немецкий безбронный крейсер «Гейер», который вскоре был интернирован, а японские корабли вернулись в метрополию, так и не вступив в бой с врагом.
В начале 1918 года «Хидзэн» вместе с кораблями других стран Антанты вошёл во Владивосток, и в последующие три года неоднократно возвращался сюда, морально поддерживая японскую интервенцию на Дальнем Востоке.
В сентябре 1921 корабль был переклассифицирован в броненосец береговой обороны, а после Вашингтонской конференции — разоружён. 20 сентября 1923 года «Хидзэн» официально исключили из боевого состава флота и переоборудовали в плавучую мишень, а 12 июля 1924-го — потопили в ходе учений новых японских дредноутов.

## Общая оценка проекта
В целом «Ретвизан» получился очень удачным кораблём, единственным достойным конкурентом которому в русском флоте того времени мог быть лишь построенный во Франции «Цесаревич». Эти два корабля при одинаковом тоннаже, артиллерии и скорости хода имели совершенно различную конструкцию корпуса, систему бронирования, расположение артиллерии, мореходные качества, высоту надводного борта и внешний вид. «Француз» имел несколько более толстую броню и хорошее прикрытие оконечностей. Так же несомненным плюсом «Цесаревича» являлось наличие двух броневых палуб. Башенное расположение артиллерии среднего калибра на «Цесаревиче», выглядевшее «на бумаге» предпочтительнее казематного на «Ретвизане», на практике оказалось хуже: на рубеже веков электроприводы ещё не были в достаточной степени отработаны, что затрудняло наведение башенных орудий на цель и усложняло подачу боеприпасов, что вкупе с плохой вентиляцией башен приводило к существенному снижению боевой скорострельности башенных орудий по сравнению с казематными. Единственным реальным преимуществом «Цесаревича» были более надёжные котлы. Да и на «Ретвизане», за исключением упоминавшегося выше разрыва трубки, крупных аварий с котельной установкой не было. У «Цесаревича» на котлах стояли «экономизаторы». «Цесаревич» в плаваниях всегда отличался уменьшенным расходом угля в сравнении со всеми кораблями на которых экономайзеров не было.
|                                 | «Формидебл»                                       | «Мэн»                                         | «Цесаревич»                                    | «Виттельсбах»                                   | «Микаса»                                          | «Ретвизан»                                      | «Йена»                                         |
| ------------------------------- | ------------------------------------------------- | --------------------------------------------- | ---------------------------------------------- | ----------------------------------------------- | ------------------------------------------------- | ----------------------------------------------- | ---------------------------------------------- |
| Год закладки                    | 1898                                              | 1899                                          | 1899                                           | 1899                                            | 1898                                              | 1899                                            | 1897                                           |
| Год ввода в строй               | 1901                                              | 1902                                          | 1903                                           | 1902                                            | 1902                                              | 1902                                            | 1902                                           |
| Водоизмещение нормальное, т     | 14 732                                            | 12 801                                        | 13 100                                         | 11 774                                          | 15 140                                            | 12 900                                          | 11 688                                         |
| Полное, т                       | 16 053                                            | 13 919                                        |                                                | 12 798                                          | 15 979                                            | 14 100                                          | 12 105                                         |
| Мощность ПМ, л. с.              | 15 000                                            | 16 000                                        | 16 300                                         | 14 000                                          | 16 000                                            | 16 000                                          | 16 500                                         |
| Максимальная скорость, узл      | 18                                                | 18                                            | 18                                             | 18                                              | 18                                                | 18                                              | 18                                             |
| Дальность, миль (на ходу, узл.) | 8000 (10)                                         | 6560 (10)                                     | 5500 (10)                                      | 5000 (10)                                       | 4600 (10)                                         | 8000 (10)                                       | 7000(10)                                       |
| Бронирование, мм                |                                                   |                                               |                                                |                                                 |                                                   |                                                 |                                                |
| Тип                             | КС                                                | ГС                                            | КС                                             | КС                                              | КС                                                | КС                                              | ГС                                             |
| Пояс                            | 229                                               | 279                                           | 250                                            | 225                                             | 229                                               | 229                                             | 320                                            |
| Палуба(скосы)                   | 51(76)                                            | 63                                            | 50                                             | 50(75)                                          | 51(76)                                            | 51(64)                                          | 63                                             |
| Башни                           | 254                                               | 305                                           | 254                                            | 250                                             | 254                                               | 229                                             | 304                                            |
| Барбеты                         | 305                                               | 305                                           | 229                                            | 250                                             | 356                                               | 203                                             | -                                              |
| Рубка                           | 356                                               | 254                                           | 254                                            | 250                                             | 356                                               | 254                                             | 298                                            |
| Вооружение                      | 2×2×305-мм/40 12×1×152-мм/45 16×1×76,2-мм/40 4 ТА | 2×2×305/40 16×1×152-мм/50 6×1×76,2-мм/50 2 ТА | 2×2×305-мм/40 6×2×152-мм/45 20×1×75-мм/50 4 ТА | 2×2×240-мм/40 18×1×150-мм/40 12×1×88-мм/30 6 ТА | 2×2×305-мм/40 14×1×152-мм/40 20×1×76,2-мм/40 4 ТА | 2×2×305-мм/40 12×1×152-мм/45 20×1×75-мм/50 6 ТА | 2×2×305-мм/40 8×1×164-мм/45 8×1×100-мм/45 4 ТА |

При сравнении «Ретвизана» с самыми мощными кораблями японского флота того времени — броненосцем «Микаса» и вообще типом «Сикисима», можно сделать вывод, что русский корабль мало в чём уступал своему противнику, а иногда его превосходил. «Ретвизан» был совсем чуть тихоходнее, но с намного большей дальностью плавания, располагал двенадцатью 152-мм орудиями вместо 14 на «японцах», а также обладал лучшей мореходностью.
По показателям защиты главного и верхнего бронепоясов у «Ретвизана» было преимущество перед всеми японскими кораблями. Длина его поясов составляла 78 м (67 % длины по ВЛ), а толщина — 229 мм главного и 152 мм верхнего (поясов). За 229 мм поясом были 63 мм скосы бронепалубы. Башни и барбеты «Ретвизана» были защищены заметно хуже. Башни главного калибра имели 229-мм защиту (крыши 51 мм), а барбеты — 203 мм. Оконечности на протяжении 38,5 м были прикрыты тонкой 51 мм бронёй, плюс карапасом в 76 мм толщиной. Все 152-мм орудия размещались в 127-мм казематах.
Японские корабли типа «Сикисима» имели верхний и толстый главный пояса лишь на протяжении 66 м — 52-53 %, (а у «Микаса» — 63 м и 51,6 %) длины толщиной 229 мм высотой 2,44 м, верхний 178 мм. За 229 мм главным поясом были 102 мм (у «Микаса» 76 мм) скосы бронепалубы. Остальные 60,5 м длины «японцев» были прикрыты 102 мм поясом высотой 2,4-2,38 м, плюс карапасом в 51-63 мм (51-76 у «Микаса»). Все 152-мм орудия размещались в 152-
мм казематах. На «Микасе» 152-мм орудия находились в 152-мм цитадели. Башни были 254 мм в лобовой части и 203 мм в остальных, включая крышу. Верхняя палуба в районе цитадели имела толщину 51 мм, делая «Микасу» единственным из сравниваемых кораблей получившим две бронированные палубы.
Вместе с тем многие российские корабли, включая «Ретвизан», имели на 2-2,5 тысяч тонн меньшее водоизмещение: именно благодаря отсутствию «экономии» японцы получили несколько более мощно вооруженные корабли.
В целом можно сделать вывод, что фирма Крампа, на основе чертежей российских «Пересветов», «Победы» и «Князя Потемкина» смогла создать в рамках заданного водоизмещения очень защищенный, мощно вооруженный и достаточно быстрый корабль.

## Список офицеров по состоянию на 10 марта 1902 года
- Командир: капитан 1-го ранга Щенснович, Эдуард Николаевич
- Старший офицер: лейтенант Македонский, Павел Павлович
- Ревизор: лейтенант Филиппов, Николай Дмитриевич
- Старший артиллерийский офицер: подпоручик КМА Петров, Владимир Иванович
- Младший артиллерийский офицер: лейтенант Пеликан, Александр Александрович
- Младший артиллерийский офицер: лейтенант Кетлинский, Казимир Филиппович
- Старший минный офицер: лейтенант Скороходов, Иван Иванович
- Младший минный офицер: мичман Развозов, Александр Владимирович
- Старший штурманский офицер: капитан КФШ Осипов, Алексей Иванович
- Младший штурманский офицер: мичман Свиньин Владимир Александрович
- Вахтенный офицер: мичман Оленев, Григорий Николаевич
- Старший судовой механик: старший инженер-механик Францкевич, Александр Иванович
- Трюмный механик: помощник старшего инженер-механика Бринк, Сигизмунд Казимирович
- Минный механик: младший инженер-механик Курачкин, Николай
- Младший судовой механик: младший инженер-механик Хоментовский, Георгий
- Старший судовой врач: коллежский советник Жоффрио, Евгений-Антон Леопольдович
- Младший судовой врач: титулярный советник Рейнвальд, Карл
- Судовой священиик: Ратьковский, Павел Симеонович

## Память в истории
В 1906 году во всероссийской здравнице Кисловодске напротив дачи Шаляпина открылась дача "Ретвизан", названная в честь легендарного броненосца. Это красивое здание в стиле модерн, созданное по проекту архитектора Э. Б. Ходжаева, является одним из лучших архитектурных украшений центра курортной части города. Она принадлежала владикавказскому купцу Лекареву. По одному из предположений, дача была названа так потому, что она строилась на добровольные пожертвования как пансионат для лечения (или реабилитации) раненых и больных офицеров Балтийского военного флота, участников Русско-японской войны 1904-1905 годов. По другой версии, название как-то связано со старшим морским офицером Лекаревым, участником Русско-японской войны. Обе версии ждут своего подтверждения.
В 1906 году на даче практиковал известный петербургский врач-кардиолог, доктор Александр Александрович Экк. В 1916 году здесь жила Ольга Леонардовна Книппер-Чехова, выдающаяся актриса, "королева Московского Художественного Театра", вдова писателя-драматурга А. П. Чехова. После национализации частной собственности советской властью дача стала одним из корпусов Военного санатория (санатория РККА). В 1933 году в этом здании во время лечения в Кисловодске жил и умер один из отцов отечественной космонавтики, изобретатель в области теории межпланетных полётов, реактивных двигателей и космических аппаратов Фридрих Артурович Цандер. Сегодня в этом здании располагается один из корпусов санатория Министерства обороны.

## «Ретвизан» в моделизме
Издательством «Орёл» (г. Херсон, Украина) в журнале «Бумажное моделирование» № 6 выпущена картонная сборная модель корабля в масштабе 1:200.

## Комментарии
1. ↑  Для британских и американских кораблей в источниках водоизмещение даётся в длинных тоннах, поэтому оно пересчитано в метрические тонны